# 小池一歩
小池 一歩（こいけ かずと）は、日本の電気・電子工学者。大阪工業大学工学部電子情報システム工学科教授、ナノ材料マイクロデバイス研究センター研究担当幹事。工学博士。大阪産業技術研究所・大阪商工会議所との共同推進機関OIT-P（Osaka Industrial Technology Platform; 地域産業技術プラットフォーム）のメンバー。
専門は、生体電子工学・バイオセンサー、ナノマテリアル・薄膜、新機能デバイス（電子デバイス・半導体デバイス含む)・IoTセンシング技術
。

## 来歴
1995年大阪工業大学工学部電子工学科卒業。1997年同大学大学院工学研究科電気電子工学専攻修士課程修了。三洋電機（現：パナソニック）にて、主にソフトエナジー事業部で蓄電デバイスの研究開発に従事。
2001年大阪工業大学大学院工学研究科電気電子工学専攻博士後期課程修了、工学博士。
大阪工業大学バイオベンチャーセンター博士研究員などを経て、2003年同大学工学部電子情報通信工学科講師、准教授（2007年）を経て、2016年電子情報システム工学科教授に就任。2021年、学科長に就任。また、ナノ材料マイクロデバイス研究センター研究担当幹事も務める。
主な所属学会は、電子情報通信学会、電気学会、応用物理学会、日本材料学会、日本赤外線学会など。2020年度日本材料学会論文賞を受賞。

## 主な研究
- 小池一歩, 矢野満明「IoT社会の発展を支える半導体技術の新展開 : 1.電界効果トランジスターを用いたバイオセンサー」『材料』第69巻第9号、2020年、692-697頁、doi:10.2472/jsms.69.692。
- グラフェンを用いた環境汚染ガスを対象としたガスセンサーの開発
- 糖尿病をはじめとする疾患の早期発見に役立つ長時間モニタリング可能なバイオセンサー[11]
- 腎機能低下の早期発見に役立つ「絹フィブロインを用いたバイオセンサー」の開発
- 集積型ヘルスケアチップ実現に向けた溶液ゲートタイプのグルコースセンサーの開発
- ナノスケール多孔質モスアイ構造をもつ赤外線スマートウィンドウ - イノベーション・ジャパン2020大学見本市に共同出展[12]
- 酸化モリブデン薄膜の結晶成長とスマートウィンドウへの応用
- 酸化物半導体薄膜を作製し、新機能デバイスへ応用する研究
- 小池一歩, 池広大, 大西勇輔, 佐々木太鳳, 広藤裕一, 矢野満明「電界効果トランジスター型バイオセンサー応用に向けたスピンコート法によるフィブロイン薄膜の作製と特性評価」『材料』第68巻第10号、日本材料学会、2019年10月、751-756頁、doi:10.2472/jsms.68.751、ISSN 0514-5163。